# Dan števila pi
Dan števila pi je praznik, s katerim vsako leto na 14. marec obeležujemo število π (pi). V ameriškem formatu datumov je namreč 14. marec zapisan kot 3/14, kar so prve tri števke števila pi. Praznika so se spomnili navdušenci nad matematiko v Združenih državah Amerike, ki so začeli na ta dan prirejati proslave, na katerih jedo pite (po besedni igri, angleška beseda za pito – pie se izgovarja enako kot pi) in tekmujejo v pomnjenju števila pi. Praznovanje je razširjeno v glavnem na univerzah, posebej slovesno pa ga prirejajo v univerzitetnem mestu Princeton, kjer je dolgo časa prebival slavni fizik Albert Einstein, po naključju rojen prav na 14. marec. Iz ZDA se je potem praznovanje razširilo drugod po svetu. V začetku marca prirejajo tekmovanje v pomnjenju števila pi tudi na Fakulteti za matematiko in fiziko v Ljubljani.
Leta 2015 je bil poseben dan pi. Ob 9.26:53 zjutraj je bil zapis časa v ameriškem formatu 3/14/15 9.26:53, kar je enako prvim desetim števkam števila pi. Naslednji tak datum bo šele leta 2115. Soroden datum je 22. julij, ki ga nekateri obeležujejo kot dan približka števila pi, 22⁄7 je namreč znan približek števila pi, ki ga je odkril že Arhimed.
Leta 2018 na dan pi je umrl slavni fizik Stephen Hawking.